# Жукове (Березівський район)
Жуко́ве — село Стрюківської сільської громади Березівського району Одеської області в Україні. Населення становить 224 осіб.

## Населення
Згідно з переписом УРСР 1989 року чисельність наявного населення села становила 257 осіб, з яких 122 чоловіки та 135 жінок.
За переписом населення України 2001 року в селі мешкали 224 особи.

### Мова
Розподіл населення за рідною мовою за даними перепису 2001 року:
| Мова       | Відсоток |
| ---------- | -------- |
| українська | 84,38 %  |
| молдовська | 13,84 %  |
| російська  | 1,34 %   |
| болгарська | 0,45 %   |